# Leontari
Leontari (en griego: Λεοντάρι, que significa león en español) es un pueblo y una comunidad en la parte suroeste de Arcadia, Grecia, sede del antiguo municipio de Falaisia. Está situado en una ladera, a 6 km al este de Paradeisia, a 9 km al noroeste de Kamara y a 9 km al sur de Megalópolis. La comunidad está formada por los pueblos de Leontari, Gavria, Kalyvia, Kamaritsa y Kotsiridi, con una población de 227 (censo de 2021). Leontari tiene varios monumentos de la época bizantina, incluyendo la Iglesia de los Santos Apóstoles del siglo XIV ricamente decorada. El área sufrió daños por los incendios forestales griegos de 2007. Se considera un asentamiento tradicional.